# والی شزربیاک
والی شزربیاک (انگلیسی: Wally Szczerbiak؛ زادهٔ ۵ مارس ۱۹۷۷) بازیکن بسکتبال اهل اسپانیا است.
از باشگاه‌هایی که در آن بازی کرده‌است می‌توان به مینه‌سوتا تیمبرولوز و بوستون سلتیکس اشاره کرد.
وی در مسابقات کشوری و بین‌المللی در مجموع برندهٔ ۳ مدال طلا شده‌است.